# Artem Laguta
Artjom Grigorjevitj Laguta (ryska: Артём Григорьевич Лагута), född 12 november 1990 i Vladivostok, Sovjetunionen, är en rysk speedwayförare som även kört för Sparta Wrocław i Ekstraliga i Polen och för Västervik i Elitserien i Sverige. Han blev individuell världsmästare 2021.   
Artem Laguta är bror till den sex år äldre Grigorijs Laguta.

## Karriär
Laguta blev för första gången rysk mästare 2010, en titel han sedan försvarade 2011. Han är också  trefaldig världsmästare för Ryssland i Lag-VM, efter att ha samarbetat med Emil Sayfutdinov under tre år i rad, då Ryssland vann Speedway of Nations 2018, 2019 och 2020.
Laguta blev individuell världsmästare 2021 efter att ha vunnit Speedway Grand Prix 2021. Han vann fem omgångar av elva och gick därmed om titelförsvararen Bartosz Zmarzlik i poängställningen i omgång 10, vilket visade sig vara det avgörande ögonblicket i mästerskapet då han vann med 3 poängs marginal. Laguta hade däremot inte möjlighet att försvara sin VM-titel året därpå då ryska och vitryska speedwayförare blev avstängda på grund av Rysslands invasion av Ukraina 2022. Sedan 2023 har både han och Sajfutdinov därför gått över till polskt licens.
Laguta skrev kontrakt för polska Sparta Wroclaw 2021, han fick ligga lågt under säsongen 2022 på grund av kriget, men efter att han gick över till polskt licens meddelades att han fått ett nytt två-årskontrakt för klubben.
I maj 2023 kungjordes att Laguta skrivit kontrakt med den brittiska klubben Kings Lynn Stars.

## Karriär i Sverige
Inför säsongen 2009 värvades Laguta till den svenska speedwayklubben Västervik Speedway där det dock bara blev en match.
Inför säsongen 2010 skrev han på för Valsarna från Hagfors. När sedan Valsarna 2012 försattes i konkurs valde Laguta att skriva på för Hammarby Speedway. Under åren 2012-2018 körde han för Vargarna, Indianerna och Elit Vetlanda i Sverige.
Laguta fick kontrakt med Västervik igen 2021, men efter invasionen av Ukraina 2022 hindrades ryska förare att köra även i Sverige. Efter att han bytt till polsk licens kunde han däremot välkomnas tillbaka, och i juli 2024 körde han igen i Sverige. Denna gången skedde det för Rospiggarna från Hallstavik.